# Felix Landois
Felix Landois (* 9. November 1879 in Greifswald; † 1. Mai 1945 in Berlin) war ein deutscher Chirurg und Hochschullehrer.

## Leben
Felix Landois wurde als Sohn des Physiologieprofessors Leonard Landois und seiner Frau Clara, geb. Marsson, geboren. Von 1899 bis 1905 studierte er Medizin. 1900 wurde er wie schon sein älterer Bruder Max Mitglied des Corps Suevia Tübingen. 1905 wurde er zum Dr. med. promoviert und erhielt die Approbation als Arzt. Nachdem er sich in Bakteriologie in Tübingen bei Paul Clemens von Baumgarten fortgebildet hatte, arbeitete er von 1906 bis 1908 als Assistenzarzt am Pathologischen Institut der Universität Greifswald unter Paul Grawitz. Anschließend wechselte er zu Hermann Küttner an die chirurgische Universitätsklinik Breslau, wo er sich 1913 habilitierte und Privatdozent für Chirurgie wurde. 1914 ging er nach Baltimore als Instructor in Surgery an die Johns Hopkins University zu William Stewart Halsted im Rahmen des von Halsted und Küttner organisierten ersten internationalen Austauschs in der chirurgischen Ausbildung. Nach Ausbruch des Ersten Weltkrieges kehrte er nach Deutschland zurück und diente in den folgenden Jahren als Chirurg in Feldlazaretten an der Westfront. Für sein Wirken wurden ihm beide Klassen des Eisernen Kreuzes, das Ritterkreuz des Friedrichs-Ordens sowie des Albrechts-Ordens mit Schwertern verliehen.
1918 wurde er zum Professor ernannt. 1920 wurde er zum dirigierenden Arzt der chirurgischen Abteilung des Elisabeth-Krankenhauses in Berlin berufen, wo er seitdem tätig war.

## Schriften
- Zur Physiologie des Neugeborenen. 1905.
- Zur Histologie der gesunden und kranken Zahnpulpa mit besonderer Berücksichtigung ihrer harten Neugebilde. 1908 (zusammen mit Guido Fischer).
- Die Epithelkörperchen, Ergebnisse der Chirurgie und Orthopädie. 1910.
- Experimentelle Untersuchungen über die Verwendung von Muskelgewebe zur Deckung von Defekten in der Muskulatur. 1913.
- Die Chirurgie der quergestreiften Muskulatur. 1913 (zusammen mit Hermann Küttner und Erich Eichoff).
- Die primäre Naht bei Lungenzerreissungen im Felde. 1915.
- Die Schussverletzungen der Gelenke. 1922 (zusammen mit Hermann Küttner).
- Das Empyem der Pleurahöhle und seine chirurgische Behandlung. 1926.
- Die Fettembolie. 1926.